# Вуд Лејк (Минесота)
Вуд Лејк (енгл. Wood Lake) град је у америчкој савезној држави Минесота.

## Демографија
По попису из 2010. године број становника је 439, што је 3 (0,7%) становника више него 2000. године.
| Група             | 2000.       | 2010.       |
| Белци             | 429 (98,4%) | 390 (88,8%) |
| Афроамериканци    | 0 (0,0%)    | 0 (0,0%)    |
| Азијати           | 0 (0,0%)    | 0 (0,0%)    |
| Хиспаноамериканци | 1 (0,2%)    | 33 (7,5%)   |
| Укупно            | 436         | 439         |